# Anna Chlistunova
Anna Serhiïvna Chlistunova (in ucraino Анна Сергіївна Хлістунова?; Rivne, 27 febbraio 1988) è una nuotatrice ucraina.

## Carriera
Specializzata in tutte le distanze della rana ha vinto, nel corso della sua carriera, il titolo continentale sui 100 metri sia in vasca lunga che in quella corta, riuscendovici nello stesso anno.

## Palmarès
- Mondiali

Melbourne 2007: bronzo nei 100m rana.
- Europei

Budapest 2006: oro nei 100m rana.
- Europei in vasca corta

Helsinki 2006: oro nei 100m rana.